# Čelákovická (Praha)
Čelákovická je ulice v katastrálním území Hloubětín na Praze 9, která začíná na křižovatce ulic Pokorného, Za Mosty a Celniční a má slepé zakončení, navazuje na ni pouze komunikace pro pěší. Ústí do ní ulice Lísková. Vede přes říčku Rokytku a pod železniční tratí Praha – Česká Třebová (010, respektive 011).
Ulice vznikla a byla pojmenována v roce 1973. Nazvána je podle středočeského města Čelákovice, které leží na severovýchod od Prahy u řeky Labe. V roce 1996 byla ulice zkrácena o východní část. Úsek mezi ulicí Průmyslová a Hloubětínská byl tehdy přičleněn k ulici V Chaloupkách.
Zástavba (rodinný dům a rekreační objekty) je pouze na východní straně v úseku mezi Rokytkou a železniční tratí, jinak je kolem pouze zeleň a zahrady.

## Budovy a instituce
- Kynologické cvičiště, západní strana nad tratí
- Dětské hřiště Čelákovická, západní strana ulice u Rokytky